# Иван Рабузин
Иван Рабузин је хрватски наивни сликар, рођен 27. марта 1921. године у месту Кључ код Новог Марофа а преминуо у Вараждину 18. децембра 2008. године. Почео је да слика 1956. године, мада је његово главно занимање били дрводељство. Постао је професионални сликар 1962. године. Од 1993. до 1999. био је члан хрватског сабора.